# آی‌کی‌ای
آی‌کی‌ای (انگلیسی: Industrias Kaiser Argentina) شرکت خودروسازی آرژانتینی است، که در سال ۱۹۵۶ تأسیس شد.